# ネイビーファクトリーラボ カンウク キル
ネイビーファクトリーラボ カンウク キル（英語 NAVYFACTORYLAB® KANGWOOK KIL、日本語、ネイビーファクトリーラボ カンウクキル）は、ファッションデザイナーのキルカンウクが2015年に立ち上げたアパレルブランド。SOPOCO inc.が展開する。

## 概要
2013年、文化ファッション大学院大学に在学中デザイナーキルカンウクが立ち上げたネイビーファクトリーストア（NAVYFACTORY Store）のpbブランドで企画されたが  2015年のファッションショーを企画し、ハイエンドのデザイナーブランドとしてNAVYFACTORYLABが始まった。2015年大韓民国ソウルで最初のファッションショーを進行メンズで初めて開始され、一般的なメンズで使われない色と様々な素材のミックス・アンド・マッチに再解釈した製品が多い。2017年9月以来、同社の東京に移転した。

## 名称
ブランド正式名称はNAVYFACTORYLAB® KANGWOOK KIL。デザイナー本人が追求する空間の名称から付けられた。

## トレードマーク
ブランド初期のトレードマークは、工場模様のロゴを使用、今フレームで変更された後に文字のみ使用されている。

## デザイナー
- キルカンウク

## コレクション
- 2016 Spring Summer （Grotesuqe） [3]
- 2016 2017 Fall Winter （A-team product） [4]
- 2016 Capsule Collection （Frame） [5]
- 2017 Spring Summer （Grotesuqe noir） [6]
- 2017 2018 Fall Winter （Grotesuqe Gentleman） [7][8]
- 2018 Spring Summer （Mugen） [9][10] [11]
- 2018 2019 Fall Winter（Gray Dreamer） [6]
- 2019 Spring Summer（Mirage＆Hallucination） [6]
- 2019 2020 Fall Winter  (I am marginal man） [6]
- 2020 Spring Summer（Demolish） [6]
- 2020 2021 Fall Winter  (Country of death） [6]
- 2021 Spring Summer（Subversion） [6]